# 陸上颱風警報
陸上颱風警報是中華民國中央氣象署依據《氣象預報警報統一發布辦法》，針對中心最大風速每秒17.2公尺以上的熱帶氣旋，對各該陸上區域所發布的一種颱風警報。

## 發布警報原因及標誌
根據《氣象預報警報統一發布辦法》第11條，發布陸上颱風警報有以下幾種情況：
- 應發布：
  - 預測颱風之7級風暴風範圍可能觸及臺灣、澎湖、金門或馬祖陸上之前18小時。
- 得發布：
  - 颱風發生於臺灣、澎湖、金門及馬祖近海；
  - 颱風之暴風範圍、移動速度、方向發生特殊變化時。

陸上颱風警報發布後每隔3小時發布一次，必要時得加發之。
陸上颱風警報的標誌是：日間掛黃色旗3面，夜間亮綠色燈3盞。 
發布陸上颱風警報時，同時亦會對附近海域發布海上颱風警報，此時中央氣象署的警報單會載明「海上陸上颱風警報」字樣。

## 解除警報原因
根據同辦法第11條，解除陸上颱風警報有以下幾種情況：
- 應解除：
  - 颱風之7級風暴風範圍離開臺灣或金門、馬祖陸上時。
- 得解除：
  - 颱風轉向或消滅時。

## 交通運輸影響
- 臺灣鐵路局：陸上颱風警報範圍內各級對號列車停駛，區間車視風雨情況機動行駛。[3]
- 臺北捷運：將視情況進行包括列車減速、部分停駛，或是到達終點站後停止營運及到達最近車站後停止營運等相關應變措施。[4]
- 高雄捷運：將視情況進行包括列車減班、減速及部分停駛。[5]
- 貓空纜車：北臺灣發布陸上颱風警報時，將暫停營運[6]。

## 外部連結
- 颱風警報　交通部中央氣象署 （页面存档备份，存于）